# Václav Vydra (1956)

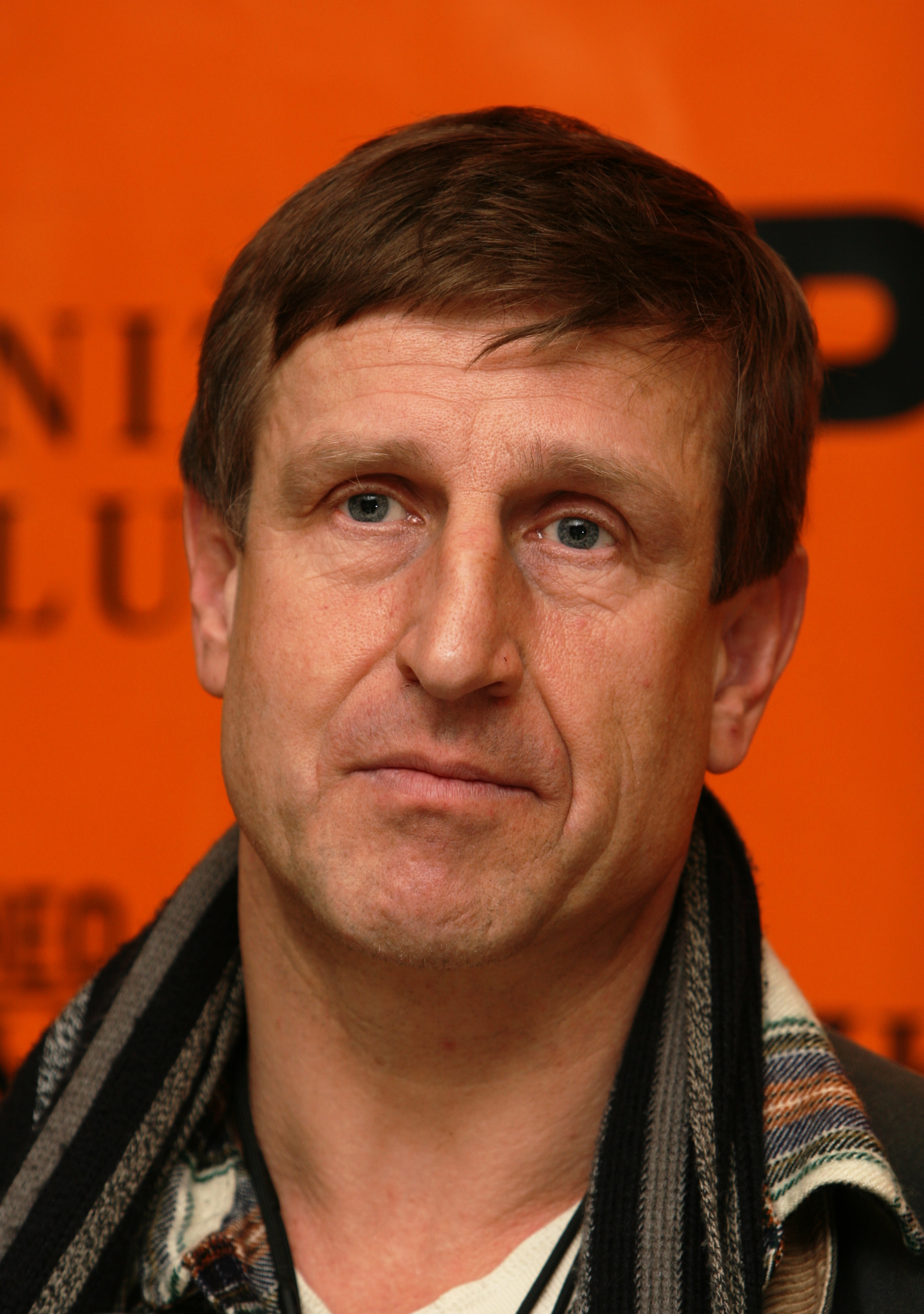
Foto, 2008

Václav Vydra (Praga, 7 de enero de 1956) es un actor checo de teatro, doblaje, cine y televisión.

## Biografía
De familia de actores, su madre Dana Medřická, su abuelo y su padre fueron también actores.
Tras graduarse en secundaria, estudió en el Conservatorio de Praga. Trabajó en teatros de Kladno y Mladá Boleslav, entre otros, y de 1979 a 1994 fue miembro del Městská divadla pražská (Teatro Municipal de Praga) y desde 1995 del Teatro Vinohrady.
En 1994 dobló al personaje de Marsellus Wallace interpretado por Ving Rhames en Pulp Fiction, y ha sido a la jirafa Melman en las películas de Madagascar.
Vydra estuvo casado con la actriz Dana Homolová y en la actualidad está casado con la también actriz Jana Boušková.

## Filmografía
- 2017– Vánoční Kameňák
- 2013 – Kameňák 4
- 2009 – Peklo s princeznou
- 2008 – Vy nám taky, šéfe!
- 2005 - Kameňák 3
- 2004 - Kameňák 2
- 2003 - Kameňák
- 2001 - Z pekla štěstí 2
- 1999 - Z pekla štěstí
- 1997 - Zdivočelá země
- 1996 - Pinocchiova dobrodružství
- 1995 - Má je pomsta | Učitel tance
- 1994 - Helimadoe | V erbu lvice
- 1993 - Jedna kočka za druhou | Kaspar Hauser
- 1992 - Černí baroni
- 1991 - Skús ma objať | Tankový prapor
- 1988 - Dobří holubi se vracejí | Oznamuje se láskám vašim
- 1987 - Copak je to za vojáka... | Zuřivý reportér
- 1986 - Salar
- 1984 - S čerty nejsou žerty
- 1982 - Fandy, ó Fandy | Poslední propadne peklu
- 1980 - Půl domu bez ženicha | V hlavní roli Oldřich Nový
- 1973 - Přijela k nám pouť
- 1970 - Zabil jsem Einsteina, pánové